# Rosa Linn
Rosa Kostandjan (armenisch Ռոզա Կոստանդյան, * 28. November 2000 in Wanadsor), bekannt als Rosa Linn (armenisch Ռոզա Լին), ist eine armenische Singer-Songwriterin, die Armenien beim Eurovision Song Contest 2022 in Turin vertrat.

## Werdegang
Rosa Linn wuchs in Wanadsor, der drittgrößten Stadt Armeniens, auf und fing mit sechs Jahren an, Klavier zu spielen. 2013 startete sie mit dem Lied Gitem beim nationalen Vorentscheid für den Junior Eurovision Song Contest 2013.
Sie ist Mitglied von NVAK, einem US-amerikanischen Plattenlabel, das von der armenisch-US-amerikanischen Sängerin Tamar Kaprelian und Alex Salibian gegründet wurde. Tamar Kapreljan nahm für Armenien als Mitglied der Gruppe Genealogy beim Eurovision Song Contest 2015 in Wien teil, während Alex Salibian Lieder für US-amerikanische Künstler als Produzent mitschreibt. Im September 2021 veröffentlichte Rosa Linn zusammen mit der US-amerikanischen Sängerin Kiiara ihre erste Single King, deren Musikvideo bis heute über 300.000 Mal auf YouTube aufgerufen wurde.
Am 11. März 2022 gab der armenische Fernsehsender AMPTV bekannt, dass Rosa für Armenien am Eurovision Song Contest 2022 teilnehmen wird. Das Lied Snap wurde am 19. März veröffentlicht. Das Lied wurde 2019 von Tamar Kaprelian, Alex Salibian, Courtney Harrell, Allie Crystal, Kinetics und von Rosa selbst geschrieben. Auch Larzz Principato ist mit am Bord, der bereits für Dua Lipa das Lied IDGAF mitschrieb. Beim Contest konnte sie sich im ersten Halbfinale am 10. Mai 2022 für das Finale qualifizieren, wo sie schließlich den 20. Platz erreichte. Im Verlauf des Sommers 2022 entwickelte sich Snap unter anderem über TikTok zu einem internationalen Hit, wodurch das Lied auch zahlreiche Chartplatzierungen erreichte. Die beste Chartplatzierung erreichte der Song in Belgien, wo der Song im Lauf des Jahres in beiden Landesteilen auf Platz 1 der Charts kam.

## Diskografie

### EPs
- 2023: Lay Your Hands Upon My Heart

### Singles
- 2013: Gitem
- 2021: King (mit Kiiara)
- 2022: Snap
- 2022: WDIA (Would Do It Again) (mit Duncan Laurence)
- 2023: Never Be Mine
- 2023: Hallelujah
- 2024: Universe

## Auszeichnungen für Musikverkäufe
| Goldene Schallplatte - Griechenland - 2022: für die Single Snap Platin-Schallplatte - Dänemark - 2023: für die Single Snap - Kanada - 2022: für die Single Snap - Schweden - 2022: für die Single Snap 2× Platin-Schallplatte - Norwegen - 2023: für die Single Snap - Polen - 2024: für die Single Snap - Ungarn - 2023: für die Single Snap | 3× Platin-Schallplatte - Portugal - 2023: für die Single Snap - Spanien - 2024: für die Single Snap 4× Platin-Schallplatte - Italien - 2024: für die Single Snap Diamantene Schallplatte - Frankreich - 2023: für die Single Snap 2× Diamantene Schallplatte - Brasilien - 2023: für die Single Snap |

Anmerkung: Auszeichnungen in Ländern aus den Charttabellen bzw. Chartboxen sind in ebendiesen zu finden.
| Land/RegionAuszeichnungen für Musikverkäufe (Land/Region, Auszeichnungen, Verkäufe, Quellen) | Gold  | Platin       | Diamant     | Verkäufe  | Quellen              |
| -------------------------------------------------------------------------------------------- | ----- | ------------ | ----------- | --------- | -------------------- |
| Brasilien (PMB)                                                                              | —     | —            | 2× Diamant2 | 320.000   | pro-musicabr.org.br  |
| Dänemark (IFPI)                                                                              | —     | Platin1      | —           | 90.000    | ifpi.dk              |
| Deutschland (BVMI)                                                                           | —     | Platin1      | —           | 400.000   | musikindustrie.de    |
| Frankreich (SNEP)                                                                            | —     | —            | Diamant1    | 333.333   | snepmusique.com      |
| Griechenland (IFPI)                                                                          | Gold1 | —            | —           | 10.000    | Einzelnachweise      |
| Italien (FIMI)                                                                               | —     | 4× Platin4   | —           | 400.000   | fimi.it              |
| Kanada (MC)                                                                                  | —     | Platin1      | —           | 80.000    | musiccanada.com      |
| Norwegen (IFPI)                                                                              | —     | 2× Platin2   | —           | 120.000   | ifpi.no              |
| Österreich (IFPI)                                                                            | —     | 2× Platin2   | —           | 60.000    | ifpi.at              |
| Polen (ZPAV)                                                                                 | —     | 2× Platin2   | —           | 100.000   | olis.pl              |
| Portugal (AFP)                                                                               | —     | 3× Platin3   | —           | 30.000    | Einzelnachweise      |
| Schweden (IFPI)                                                                              | —     | Platin1      | —           | 80.000    | sverigetopplistan.se |
| Schweiz (IFPI)                                                                               | —     | 3× Platin3   | —           | 60.000    | hitparade.ch         |
| Spanien (Promusicae)                                                                         | —     | 3× Platin3   | —           | 180.000   | elportaldemusica.es  |
| Ungarn (MAHASZ)                                                                              | —     | 2× Platin2   | —           | 8.000     | slagerlistak.hu      |
| Vereinigte Staaten (RIAA)                                                                    | —     | Platin1      | —           | 1.000.000 | riaa.com             |
| Vereinigtes Königreich (BPI)                                                                 | —     | Platin1      | —           | 600.000   | bpi.co.uk            |
| Insgesamt                                                                                    | Gold1 | 27× Platin27 | 3× Diamant3 |           |                      |